# Lode van der Linden

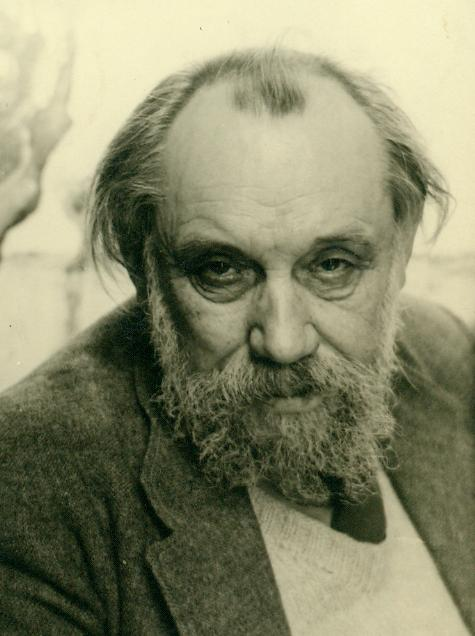
Lode van der Linden (1952)

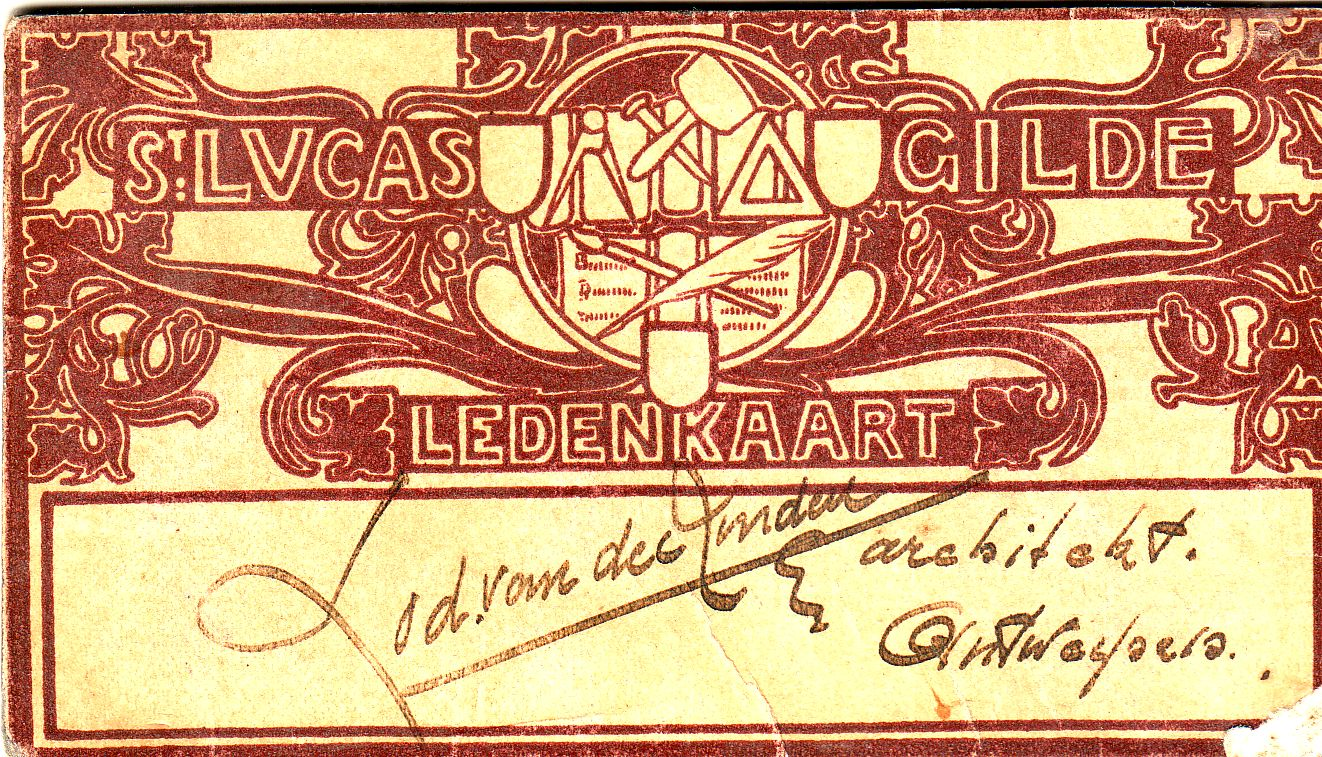
Van der Lindens mit Jugendstil-Motiven gestaltete Mitgliedskarte der Lukasgilde Antwerpen (1908)

Lode van der Linden (* 28. Januar 1888 in Antwerpen; † 23. April 1960 ebenda) war ein belgischer Kunstmaler, Professor und Architekt.

## Leben
Lode van der Linden studierte an der königlichen Akademie für schöne Künste in Antwerpen und erreichte außerdem ein akademisches Diplom in Architektur am nationalen Hoger Institut in Antwerpen. Schon in jungen Jahren wurde er Professor für Malerei und Architektur in Antwerpen. Ebendort war er seit 1908 Mitglied der Lukasgilde und von 1910 bis 1912 deren Vorsitzender.
Nach seiner Kriegsgefangenschaft während des Ersten Weltkrieges in Deutschland lebte er von 1917 bis 1927 als Kunstmaler in Duderstadt (Eichsfeld), von wo er in seine Geburtsstadt Antwerpen zurückkehrte, um gegen Ende des Zweiten Weltkrieges 1944 bis 1950 erneut in Duderstadt zu leben und zu malen. Schließlich lebte er von 1950 bis zu seinem Tod wieder in seiner Geburtsstadt Antwerpen.
Er malte zahlreiche Bilder über Duderstadt und Umgebung. Bekannt wurde er in Belgien als Maler der Schelde, die er in allen Variationen darstellte. Als Architekt der Moderne (Bauhaus) entwarf und baute er Häuser in Antwerpen und Umgebung, die heute als architektonisches Erbe Flanderns anerkannt sind.
Verheiratet war Lode van der Linden mit der Gymnasiallehrerin Johanna, geb. van der Linden. 1920 wurde Lode van der Linden als Philister h. c. in den wissenschaftlich katholischen Studentenverein Unitas Franko-Borussia Würzburg und 1922 in den wissenschaftlich katholischen Studentenverein Unitas Winfridia Münster aufgenommen. 
Lode van der Linden war ein flämischer Patriot. Er hatte vor dem Ersten Weltkrieg erlebt, wie die politische Elite Belgiens, die aus der Wallonie stammte und französischsprachig war, die flämische Sprache unterdrückte. Im Ersten Weltkrieg kamen viele Flamen zu Tode, weil sie die französischen Befehle ihrer weitgehend aus der Wallonie stammenden Offiziere nicht verstanden. Lode van der Linden trat für eine Gleichberechtigung der Flamen und vor allem auch der flämischen Kultur in Belgien ein. Lode van der Linden war sich hierbei stets selbst treu. Er ließ sich niemals von der falschen Seite vereinnahmen, so lehnte er die deutsche Besatzung vehement ab. Dies hielt Lode van der Linden aber nicht davon ab, Freundschaften mit gutwilligen Deutschen zu pflegen, was ihm am Ende der deutschen Besatzung als Deutschfreundlichkeit ausgelegt wurde, so dass er Flandern 1944 verließ. In Deutschland stellte er fest, dass viele Nationalsozialisten nach dem Krieg weiterhin in ihren Ämtern saßen. So schrieb er verbittert in einem Brief an seine ehemalige Schülerin Erika Schmelter: „Die ehemaligen Nationalsozialisten in Deutschland fühlen sich nicht mehr verantwortlich für ihre Taten.“

## Ausstellungen
- 1916, Brüssel
- 1920er Jahre, Dresden, Hannover, Hamburg und Leipzig, organisiert durch den Berliner Galeristen Paul Cassirer
- 1941, Antwerpen
- 1953, Antwerpen aus Anlass des 65. Geburtstages
- 1960, Retrospektive in Antwerpen nach dem Tod Lode van der Lindens unter der Schirmherrschaft des belgischen Ministers für Verkehrswesen P. W. Segers. In der Einladung zur Ausstellung wurde Lode van der Lindens menschliche Einstellung zur Natur und die reichen Facetten seines kreativen Talentes herausgestellt. Er wurde als ein Künstler beschrieben, der auf ehrliche und gefällige Weise sein innerliches Erleben der Schönheit der Natur auf direkte Weise in seine Werke projiziert hat.
- 2010, Duderstadt im alten Rathaus anlässlich des 50. Todestages Lode van der Lindens unter der Schirmherrschaft des Niedersächsischen Justizministers Bernd Busemann. Festvortrag durch Erika Schmelter, Kunsthistorikerin aus Alfter bei Bonn[7][8]
- 2015, Duderstadt in der Sparkasse anlässlich des 55. Todestages[9]
- 2025, Duderstadt im Rathaus anlässlich des 65. Todestages[10][11]